# 横店站 (浙江省)
横店站是杭温高速铁路上的中间站，位于中华人民共和国浙江省金华市东阳市南市街道槐堂村。车站区域以南为屏岩山，距离横店镇中心6千米；以北为南山、距离东阳市区外围3千米。当地政府已经在车站周围规划了高铁新城。
车站由上海局集团金华车务段管理，办理客运业务，规模3台8线。车站于2022年8月动工，2023年11月30日主体结构封顶，2024年7月通过验收，2024年9月6日正式开通运营。2025年1月5日中国铁路实施新的列车运行图，横店站增加往上海南、西安北、上海虹桥等地的始发列车。

## 车站结构

### 站房
横店站站房宽195.9米、深122米，面积3万平方米，分为南站房和高架站房两部分，高度分别为高度32.25米和34.9米，主体结构地上2层、地下1层。车站站房外立面设计效仿横店影视城的秦王宫（原型为咸阳宫），同时结合东阳木雕工艺，大量使用中国传统木结构屋顶的檐椽形成条纹，并以瓦片点缀。高架二层为进站层，进站口设有4条安检通道；入口旁为综合服务中心，主要包括四个售票窗口和自动售取票机。高架候车厅共有1464个座椅和服务站，另设有重点旅客、军人候车专区；两侧设置了6个检票口，以A、B区分。
横店站到达层位于地下一层，设有东西两个出站口，可换乘公共交通、出租车或网约车。

### 站场
横店站站场总规模为3台8线（含正线），设3座长450米、宽12米的中间站台。高架站房范围外采用有站台柱雨棚。车站配有存车场和维修车间：存车场规模为5条存车线；综合维修车间设大机停放线、热备机车停放线各1条，设工务作业车停放线和接触网作业车停放线各2条。
| 北↑ |      |                                                          |  |
|     | 6    | 到发线                                                   |  |
|     | 岛式 |                                                          |  |
|     | 5    | 到发线                                                   |  |
|     | 4    | 到发线                                                   |  |
|     | 岛式 |                                                          |  |
|     | 3    | 到发线                                                   |  |
| Ⅰ道 | 无   | （义乌站）杭温高速铁路 下行正线 往温州北站方向（磐安站） |  |
| Ⅱ道 | 无   | （义乌站）杭温高速铁路 上行正线 往杭州西站方向（磐安站） |  |
|     | 2    | 到发线                                                   |  |
|     | 岛式 |                                                          |  |
|     | 1    | 到发线                                                   |  |
| 南↓ | 站房 | 进出站、接驳交通                                         |  |

## 接驳交通
车站可换乘各类接驳交通前往东阳、义乌、金华市区或横店镇区。其中金华轨道交通金义东线横店高铁站车站站厅位于横店站站房地下一层。站房东侧为路面停车场，并设有公交车、出租车、网约车上客设施。